# Poznański Chór Chłopięcy
Poznański Chór Chłopięcy – polski chór założony przez Jerzego Kurczewskiego, działający w Poznaniu od 1945 roku. Znany był również pod nazwą "Polskie Słowiki". Został rozwiązany w 2003 po ujawnieniu afery pedofilskiej z udziałem długoletniego dyrygenta chóru - Wojciecha Kroloppa.
Poznański Chór Chłopięcy powołany został 1 września 2003 roku jako nowa, samorządowa instytucja kultury. Nowy podmiot utworzono z inicjatywy Prezydenta Miasta Poznania dla zachowania ciągłości tradycji istnienia zespołu, a jego dyrygentem jest Jacek Sykulski. 

## Historia

### 1945–1961
Powstanie chóru zapoczątkowała działalność Jerzego Kurczewskiego, który kontynuował rozpoczętą przed wojną działalność harcerską jako zastępowego poznańskiej drużyny harcerskiej „Sokołów”. Inspirując się tą ekipą, doszło do powstania Chóru Chłopięcego Drużyny Harcerskiej „Miniaturka”. W 1950 chór przekształcono w Międzyszkolny Chór Świetlicy Inspektoratu Oświaty. W okresie 1952–1961 chór nosił nazwę Międzyszkolnego Chóru Chłopięcego, obiegowo zwanym też „Chórem Kurczewskiego”.

### 1961–1992
W tym okresie dyrygentem Poznańskiego Chóru Chłopięcego był Jerzy Kurczewski. Chór koncertował na 4 kontynentach, brał udział w wielu przedsięwzięciach muzycznych. Pod koniec dyrygentury Kurczewskiego do nazwy chóru dodano „Polskie Słowiki”.
W 1976 chór został odznaczony Krzyżem Komandorskim Orderu Odrodzenia Polski.

### 1992–2003
W tym okresie Poznańskim Chórem Chłopięcym „Polskie Słowiki” dyrygował Wojciech A. Krolopp. W 2001 chór uzyskał tytuł „Chóru Unii Europejskiej – Ambasadora Kultury”.
W maju 2003 pod zarzutem molestowania seksualnego nieletnich aresztowani zostali dwaj pracownicy chóru. Do zatrzymania doszło w związku z molestowaniem chłopców z ich osiedla, dopiero w toku śledztwa wychodziły informacje o molestowaniu w chórze. Obaj zostali prawomocnie skazani (później oskarżony zostaje również jeszcze jeden dorosły członek chóru, ostatecznie uniewinniony z braku dowodów). W międzyczasie pojawiały się skargi rodziców wskazujących na otwarty homoseksualizm dyrygenta i molestowanie chłopców. Skargi były kierowane do dyrektora szkoły oraz urzędu miasta, a sprawą interesował się Marcin Kącki, dziennikarz „Gazety Poznańskiej”, który przekazywał również informację policji.
16 czerwca 2003 pod zarzutem molestowania nieletnich zatrzymany został dyrygent chóru Wojciech Krolopp. W podobnym czasie we Francji za molestowanie nieletnich skazani zostali także dwaj menedżerowie współpracujący z Kroloppem przy organizacji tamtejszych koncertów jeszcze od lat 70. a także Christian Vasseur, dyrygent chóru przy gimnazjum św. Jana w Douai. Za molestowanie dzieci z chóru skazano w Polsce na karę więzienia oprócz samego Kroloppa jeszcze trzech innych polskich pracowników chóru. 

### Po 2003
Od 2003 Poznański Chór Chłopięcy działa po usunięciu części nazwy „Polskie Słowiki” jako samorządowa instytucja kultury. Kierownikiem chóru jest Jacek Sykulski. Chór koncertował ponad 3000 razy w wielu krajach na czterech kontynentach. W ostatnich latach reprezentował kulturę polską w Niemczech, Francji, Belgii, Holandii, Czechach, Rosji, na Białorusi, Ukrainie, we Włoszech, Turcji, Boliwii, Japonii, Stanach Zjednoczonych oraz na Tajwanie. Brał udział w prestiżowych festiwalach muzycznych, występował m.in. w Carnegie Hall, Filharmonii Berlińskiej, Wiedeńskim Musikverein, Berliner Dom, Notre Dame w Paryżu, Konzerthaus Berlin, Gewandhaus w Lipsku, Filharmonia Sanktpetersburska czy Matsumoto Harmony Hall w Japonii. Zespół zarejestrował wiele płyt, dokonał światowych prawykonań znaczących dzieł kompozytorów współczesnych.
Zespół współpracuje z Poznańską Szkołą Chóralną Jerzego Kurczewskiego, w której kształcą się członkowie chóru.
Instytucja jest organizatorem dwóch ważnych wydarzeń kulturalnych w Poznaniu – Poznańskiego Kolędowania – Bożonarodzeniowego Festiwalu Muzycznego, jak również Międzynarodowego Konkursu Wokalnego Muzyki Dawnej „Canticum Gaudium”.
W 2012 r. zespół został wyróżniony za swoje dokonania artystyczne nagrodą Honorowej Perły Kultury, a w 2014 r. oraz w 2021 r. odebrał nagrody Ministra Kultury i Dziedzictwa Narodowego. Poznański Chór Chłopięcy wykonuje przede wszystkim arcydzieła dawnej i współczesnej polifonii, najpiękniejsze utwory XX i XXI w. i muzykę filmową (m.in. zdobywcy Oskara – Jana A.P. Kaczmarka). Współpracuje ze znakomitymi artystami z a całego świata (kompozytorzy, dyrygenci, orkiestry, soliści) realizując również przedsięwzięcia z pogranicza sztuk i stylów.

## Dyrygenci
- 1945–1992 – Jerzy Kurczewski
- 1992–2003 – Wojciech Krolopp
- od 2003 – Jacek Sykulski

## Repertuar
Chór wykonuje utwory a cappella, wokalno-instrumentalne, tradycyjne polskie kolędy, muzykę rozrywkową w aranżacjach na chór oraz muzykę filmową. Zespół proponuje nowe interpretacje arcydzieł muzycznych znanych kompozytorów (Jan Sebastian Bach, Karol Szymanowski, Wacław z Szamotuł, Mikołaj Zieleński, Thomas Tallis, Krzysztof Penderecki, Henryk Mikołaj Górecki, Andrzej Koszewski).

## Dyskografia
- Varius Manx Ego (1996)
- In Monte Oliveti (2008)
- H. Seroka "U Pana Boga w ogródku"
- G.F. Haendel "Mesjasz" (2013)
- J.S. Bach "Weihnachtsoratorium" (2014)
- Oratorium 966 (2015)
- Boże Narodzenie - Weihnachten (2015)
- Krzysztof Krawczyk „Wiecznie młody” (2017)
- Credo (2019)
- Kołysanka dla Szaranka (2021)